# Ystalyfera

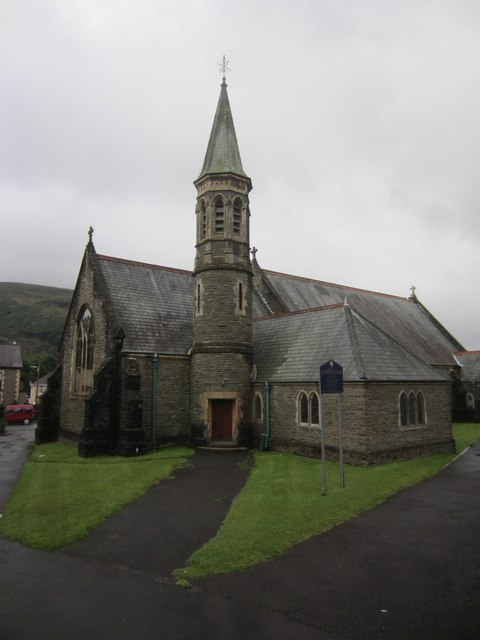
Chiesa di San Davide.

Ystalyfera è un villaggio e una comunità di Neath Port Talbot, situata vicino alla confluenza dei fiumi Twrch e Tawe, a circa 18 miglia a nord di Swansea. Ystalyfera si sviluppò nel corso del XVIII secolo, con importanti ferriere e diverse miniere situate lì. Tuttavia, con il declino dell'industria manifatturiera, ci sono stati molti cambiamenti sociali e demografici a Ystalyfera, che ora sono tra le 100 comunità più svantaggiate del Galles secondo il Welsh Index of Multiple Deprivation.
Ystalyfera ha una serie di famose cappelle e pub, tra cui il premiato Wern Fawr, per la birra prodotta in loco. L'influenza di Buddy Holly è forte sui nomi di queste birre. Sul lato sud del villaggio si trova l'area di Graig Arw e Pant-teg, che collega Ystalyfera con Godre'r-graig.
In passato, l'area di Ystalyfera era famosa per i soprannomi dei suoi abitanti.
Quest'area è rappresentata nel Parlamento gallese da Jeremy Miles (Laburista) e il membro del Parlamento Christina Rees (Laburista).

## Censimento 2011
Al censimento del 2011 la posizione era la seguente:
|                                                                        |                                                                        |  |       |       |
| ---------------------------------------------------------------------- | ---------------------------------------------------------------------- |  | ----- | ----- |
| Popolazione della comunità di Ystalyfera (tutte le età) (4,663)        | Popolazione della comunità di Ystalyfera (tutte le età) (4,663)        |  | 100%  | 100%  |
| Più di 3 persone di lingua gallese (Ystalyfera) (1,812)                | Più di 3 persone di lingua gallese (Ystalyfera) (1,812)                |  | 40,4% | 40,4% |
| :Percentuale in tutto il Galles                                        | :Percentuale in tutto il Galles                                        |  | 19%   | 19%   |
| Numero nati in Galles (Ystalyfera) (3810)                              | Numero nati in Galles (Ystalyfera) (3810)                              |  | 81,7% | 81,7% |
| :Percentuale in tutto il Galles                                        | :Percentuale in tutto il Galles                                        |  | 73%   | 73%   |
| Numero di occupati di età compresa tra 16 e 74 anni (Ystalyfera) (852) | Numero di occupati di età compresa tra 16 e 74 anni (Ystalyfera) (852) |  | 41,2% | 41,2% |
| :Percentuale in tutto il Galles                                        | :Percentuale in tutto il Galles                                        |  | 67,1% | 67,1% |